# Partizani u SSSR 1941.–1944.
Termin partizani koristio se za Napoleonovog pohoda na Rusiju 1812. za oružane grupe koje su se borile gerilskim metodama u pozadini neprijatelja. Nakon Hitlerovog pogonda na SSSR 1941. termin je obnovljen.
Kao posljedica brzog napredovanja Nijemaca u invaziji na SSSR, mnoge su velike vojne formacije i civilne grupacije bile opkoljenje, ali ne i uništene. Neke od njih uspijevaju izbjeći zarobljavanje i organizirati gerilski rat u neprijateljskoj pozadini. Osim vojnika, pridružuju im se i neki civili s oružjem. Nazivaju se partizanima, obnavljajući 130 godina stari naziv. Vlast u Moskvi uspjela je uspostaviti kontakt s njima. Oružje i oprema slani su avionima, slijetanjem na područje pod privremenom kontrolom gerilaca (ako je to moguće), ili bacanjem padobrana.
Partizanske jedinice ustrojene su krajem 1941. po oblastima. U početku je bilo jedanaest oblasti, a u razdoblji 1943. – 1944. dvadeset. Organizirane su u čete od 20 do 200 boraca, brigade od nekoliko stotina do oko 2.000, te veće formacije s više brigada koje su brojile između 5.000 i 19.000 boraca. 
Poslije rata, Staljin je većinu njih poslao u gulage, pretpostavlja se zbog toga što su bili razvili sklonosti i sposobnosti koje bi mogle ugroziti njegov despotizam (kao što se kasnije stvarno dogodilo u slučaju Jugoslavije).